# Capilla abierta

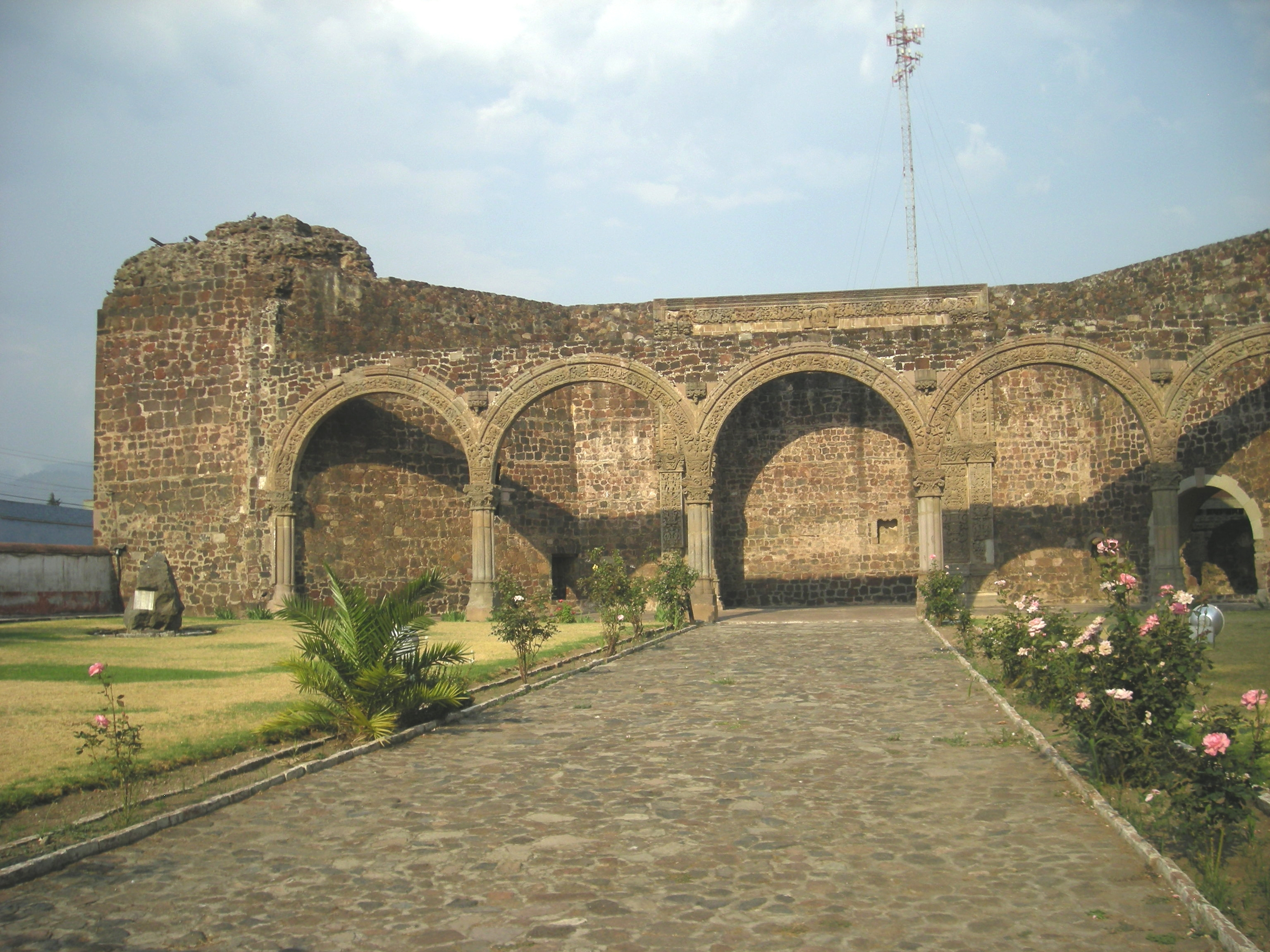
Capilla abierta in Tlalmanalco

Capilla abierta (letteralmente cappella aperta) è una tipologia di edificio sacro tipico dell'architettura messicana del XVI secolo. Era un tipo di chiesa a cielo aperto, con l'altare nascosto nell'abside e il presbiterio aperto verso un ampio cortile, una piazza o un atrio progettato per i fedeli.
Anche se la tesi spesso ripetuta che la costruzione delle cappelle aperte era associata alla paura degli abitanti del Messico di entrare negli spazi bui e angusti delle chiese costruite alla maniera europea, è più probabile che la loro forma rifletta la forma dei teocalli, templi sacri utilizzati per il culto di enormi masse di indigeni prima della conquista.
Anche se edifici simili si trovano a volte in Spagna e Perù, la maggior parte di essi sono stati costruiti nell'odierno Messico.